# Bradley Kahlefeldt
Bradley Kahlefeldt, född 21 juli 1979 i Temora, New South Wales är en australiensisk triatlet. Han har bland annat vunnit Samväldesspelen (2006), U23-VM (2002) och Oceaniska mästerskapen (2004). Han har också kommit trea vid senior-VM (2005).